# Nöttja kyrka

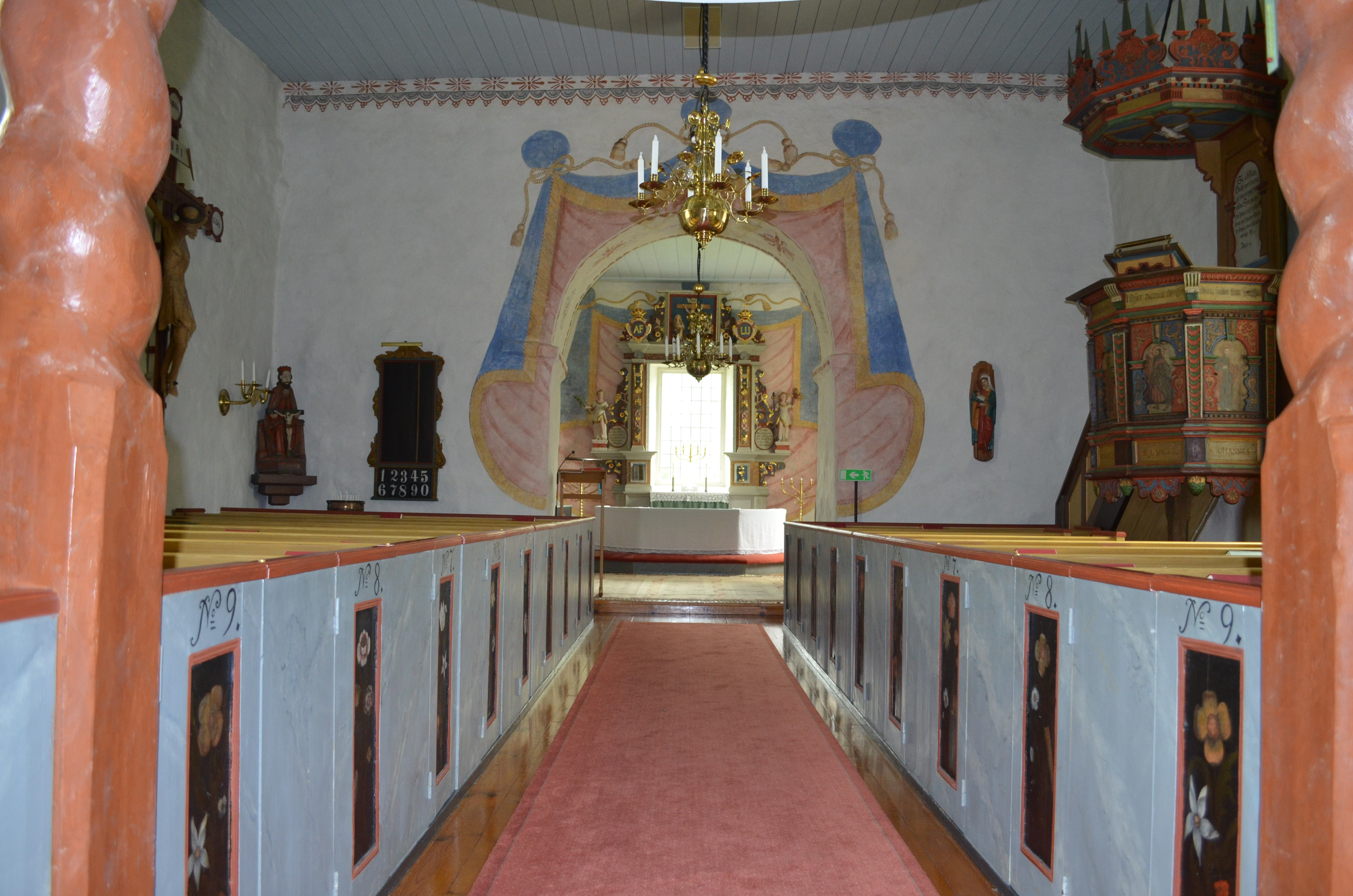

Nöttja kyrka är en kyrkobyggnad som tillhör Södra Ljunga församling i Växjö stift. Kyrkan ligger i kyrkbyn  i Nöttja socken, Ljungby kommun. Omkring hundra meter öster om kyrkan flyter Bolmån förbi.

## Kyrkobyggnaden
Föregående kyrkobyggnad var en stavkyrka vars trärester återfanns vid en restaurering av nuvarande kyrka. Trävirke från gamla kyrkan, förvarat på Smålands museum i Växjö, är daterat dendrokronologiskt till år 1146.
Nuvarande stenkyrka uppfördes troligen på 1200-talet. Kyrkan består av långhus med smalare kor i öster. Norr om koret finns en vidbyggd sakristia som tillkom 1865.
Kyrkorummets väggar har draperimålningar utförda 1767 av häradsmålaren Anders Hellgren. På 1800-talet övermålades draperimålningarna, men togs fram igen på 1900-talet. Vid restaureringen av målningarna upptäcktes äldre målningsfragment. Dessa målningarna på korets norra vägg dateras till 1300-talet.
Söder om kyrkan finns en fristående klockstapel av trä som är uppförd på 1600-talet.Den är av öppen klockbockstyp och försedd med en hjälmformad huv med en spira. I stapeln hänger två kyrkklockor.

## Inventarier
- Dopfunten är tillverkad på 1200-talet.
- Ett krucifix är från 1300-talet.
- En skulptur föreställande nådastolen daterad till 1500-talet.
- Nuvarande altarring tillkom vid en restaurering 1947.
- Sluten bänkinredning.
- Orgelläktare

## Orgel
- 1855 köptes en orgel från Vrå kyrka, byggd av Johan Magnus Blomqvist med 5 1/2 stämmor. Såldes 1932 och sattes upp i Söndrums prästgård och senare i Brämhults kyrka och 1991 återbördat till Nöttja kyrka.
- 1932 byggdes ett orgelverk av John Grönvalls Orgelbyggeri, Lilla Edet. Orgelfasade är från 1855 års orgel. Orgeln är pneumatisk.

| Manual I      | Manual II       | Pedal      | Koppel   |
| Principal 8´  | Gedackt 8´      | Subbas 16´ | I/P      |
| Spetsflöjt 8´ | Salicional 8´   |            | II/P     |
| Oktava 4´     | Traversflöjt 4´ |            | II/I     |
|               |                 |            | I 4'/I   |
|               |                 |            | II 16'/I |
|               |                 |            | II 4'/I  |

### Webbkällor
- byggnadspresentation
- Medeltidskyrkor i Kronobergs län[död länk]
- Historiska museet:bildvärld 910617F4 Dopfunt
- Historiska museet:bildvärld 910617M1 Kalkmålningar
- Historiska museet:bildvärld 910617S5 Krucifix
- Historiska museet:bildvärld 910617S6 Skulptur-Nådastolen
- Wikimedia Commons har media som rör Nöttja kyrka.